# Liste der Biografien/Hilf
Liste der Biografien |
Portal Biografien |
Personensuche
# |
A |
B |
C |
D |
E |
F |
G |
H |
I |
J |
K |
L |
M |
N |
O |
P |
Q |
R |
S |
T |
U |
V |
W |
X |
Y |
Z |
?
 
Ha |
Hd |
He |
Hi |
Hj |
Hk |
Hl |
Hm |
Hn |
Ho |
Hr |
Hs |
Ht |
Hu |
Hv |
Hw |
Hy
 
Hia |
Hib |
Hic |
Hid |
Hie |
Hif |
Hig |
Hih |
Hii |
Hij |
Hik |
Hil |
Him |
Hin |
Hio |
Hip |
Hir |
His |
Hit |
Hiv |
Hiw |
Hix |
Hiy |
Hiz
 
Hila |
Hilb |
Hilc |
Hild |
Hile |
Hilf |
Hilg |
Hilh |
Hili |
Hilj |
Hilk |
Hill |
Hilm |
Hilp |
Hils |
Hilt |
Hilu |
Hilv |
Hilz
Die Liste der Biografien führt alle Personen auf, die in der deutschsprachigen Wikipedia einen Artikel haben. Dieses ist eine Teilliste mit 24 Einträgen von Personen, deren Namen mit den Buchstaben „Hilf“ beginnt.

## Hilf
- Hilf, Arno (1858–1909), deutscher Violinvirtuose
- Hilf, Eberhard (* 1935), deutscher Physiker
- Hilf, Hubert Arnold (1820–1909), deutscher Unternehmer und Politiker (NFP), MdR
- Hilf, Hubert Hugo (1893–1984), deutscher Forstwissenschaftler und Hochschullehrer
- Hilf, Johann Christoph (1783–1885), deutscher Musiker
- Hilf, Meinhard (* 1938), deutscher Rechtswissenschaftler, Hochschullehrer
- Hilf, Moritz (1819–1894), deutscher Eisenbahn-Bauingenieur und Eisenbahnpionier
- Hilf, Rudolf (1923–2011), deutscher Historiker, Politikwissenschaftler und Vertriebenenpolitiker
- Hilf, Willibald (1931–2004), deutscher Politiker (CDU), MdL und Intendant des Südwestfunks (SWF)

### Hilfe
- Hilfenhaus, Rudolf (1937–2021), deutscher Politiker (SPD), MdL
- Hilferding, Alexander Fjodorowitsch (1831–1872), russischer Slawist
- Hilferding, Margarete (1871–1942), österreichische Ärztin und Individualpsychologin
- Hilferding, Rudolf (1877–1941), deutscher Politiker (SPD, USPD), MdR

### Hilff
- Hilff, Werner (1911–1988), deutscher Fahrlehrer und Unternehmer
- Hilffert, Peter (* 1958), deutscher Journalist und Fernsehmoderator

### Hilfi
- Hilfiger, Tommy (* 1951), US-amerikanischer ModedesignerTommy Hilfiger (* 1951)

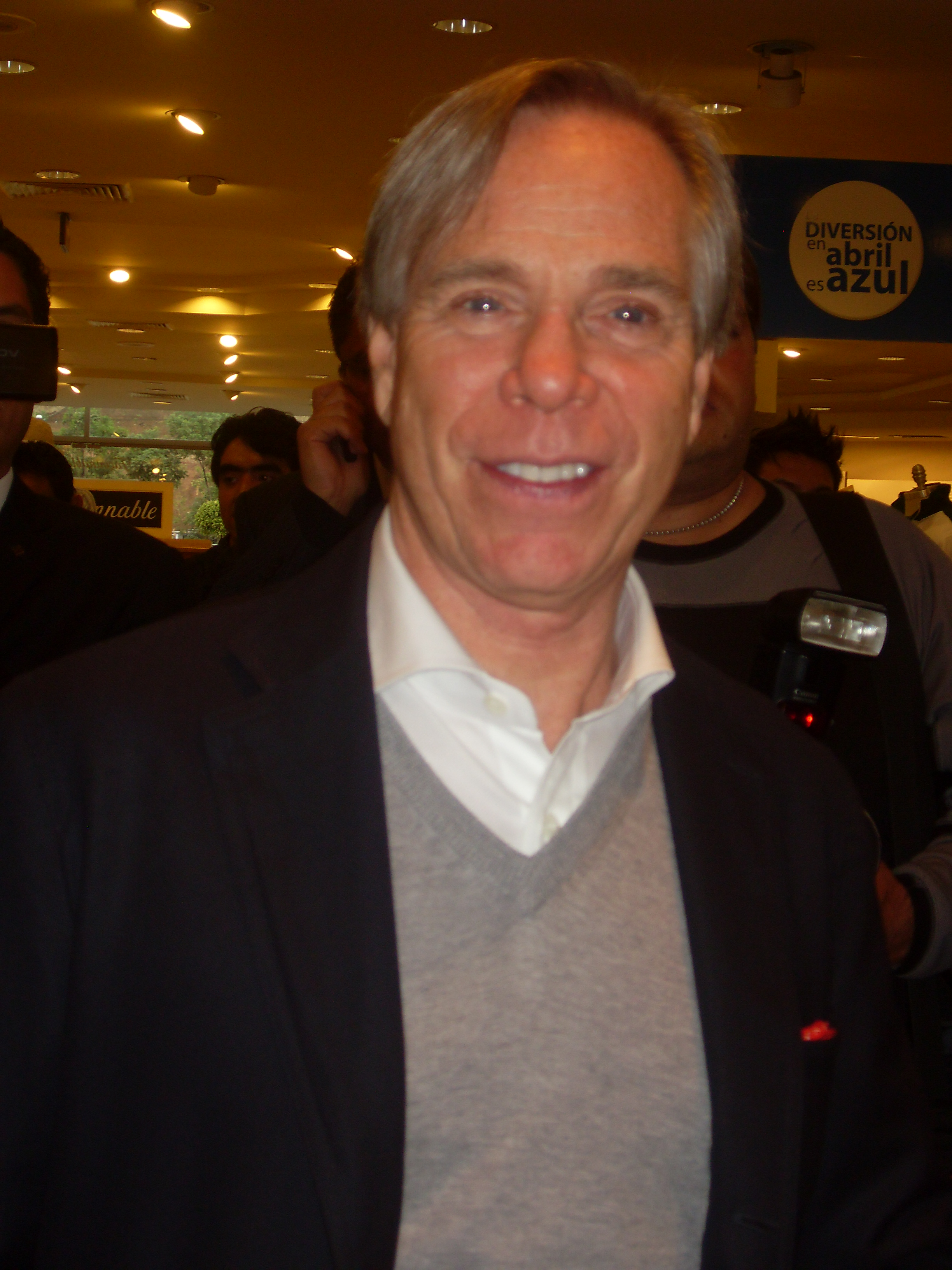
Tommy Hilfiger (* 1951)

- Hilfiker, Andreas (* 1969), Schweizer Fussballtorhüter und Torhütertrainer
- Hilfiker, Hans (1901–1993), Schweizer Elektroingenieur und der Gestalter der Schweizer Bahnhofsuhr
- Hilfiker, Jakob (1851–1913), Schweizer Geodät
- Hilfiker, Silvan (* 1980), Schweizer Bankier und Politiker
- Hilfiker, Walter (1897–1945), Schweizer Politiker (SP)
- Hilfiker-Kleiner, Denise (* 1961), Schweizer Biologin, Universitätsprofessorin und Medizindekanin in Deutschland

### Hilfr
- Hilfrich, Antonius (1873–1947), deutscher Geistlicher, Bischof von Limburg
- Hilfrich, Jörn, deutscher Pathologe, Gynäkologe und Krebsforscher